# Francesco Crasso
Francesco Crasso (ur. w 1500 w Mediolanie, zm. 29 sierpnia 1566 w Rzymie) – włoski kardynał.

## Życiorys
Urodził się w 1500 roku w Mediolanie, jako syn Pietrantonia Crassa i Laury Balsami. Po uzyskaniu doktoratu utroque iure został senatorem rodzinnego miasta, a następnie ambasadorem Księstwa Mediolanu przy cesarzu. Po śmierci żony, wstąpił do stanu duchownego i został protonotariuszem apostolskim i referendarzem Najwyższego Trybunału Sygnatury Apostolskiej. 12 marca 1565 roku został kreowany kardynałem diakonem. 26 października został podniesiony do rangi kardynała prezbitera i otrzymał kościół tytularny Santa Lucia in Septisolio. Zmarł 29 sierpnia 1566 roku w Rzymie.